# Anaecypris hispanica
O Saramugo (Anaecypris hispanica) é uma espécie de peixe pertencente à família Cyprinidae. Em algumas localidades é conhecido por pardelha. Em Espanha é chamado de jarabugo. 
A autoridade científica da espécie é Steindachner, tendo sido descrita no ano de 1866.
O Saramugo e atualmente das espécies piscícolas de água doce mais ameaçadas em Portugal e na Península Ibérica.

## Portugal
É uma espécie endêmica da Península Ibérica encontrando-se presente em Portugal em vários afluentes do Guadiana nomeadamente no Rio Ardila, no Rio Chança, na Ribeira de Terges e Cobres, na Ribeira do Vascão e no Rio Xévora.

## Descrição
Trata-se de uma espécie de água doce. Atinge os 6 cm de comprimento padrão, com base de indivíduos de sexo indeterminado.
O seu peso pode variar entre 200g a 300g. 

## Habitat
Vive exclusivamente na bacia do rio Guadiana e seus afluentes, rios de corrente lenta e com considerável vegetação aquática. Geralmente faz a colocação entre os meses de abril e maio . Alimenta-se principalmente de pequenos insetos e crustáceos, por isso depende de plantas macrófitas e da vegetação ripícola para a sua subsistência.

## Espécie ameaçada
Entre os fatores que ameaçam essa espécie estão a construção de reservatórios e a subsequente contenção de água, o que afeta inexoravelmente o regime de vida dessa espécie. O Saramugo é uma espécie reofílica que, apesar de adaptada ás oscilações de caudais mediterrânicos, requer correntes sazonais de forma completar o seu ciclo reprodutivo. Além disso, a liberação de peixes exóticos para fins esportivos, como os introduzidos ao longo do século XX nos reservatórios centrais de Guadiana, nomeadamente o achigã, o alburno, a carpa, o chanchito, a gambúsia, o lúcio, a perca-sol e o peixe-gato.
Em Portugal o Saramugo encontra-se classificado como "Criticamente em Perigo". A União Europeia tem essa espécie como um tipo de atenção especial (Anexo II da diretiva sobre conservação da vida selvagem -1992-). O catálogo nacional espanhol inclui-o na categoria de espécies ameaçadas de extinção e a Junta de Extremadura o declarou uma espécie em extinção (13-3-2001). A igualdade de proteção é fornecida pelas autoridades regionais de Castilla La Mancha.
Nas ultimas décadas tem surgido alguns projetos de estudo e conservação do Saramugo e do seu habitat como o "Plano de Ação do Saramugo" entre 2012 e 2016 promovido pelo Instituto para a Conservação da Natureza e Florestas (ICNF) e o projeto "LIFE Saramugo" entre 2014 e 2018 coordenado pela Liga para a Protecção da Natureza (LPN) em parceria com a Universidade de Évora (UÉvora), o ICNF e a empresa Aqualogus – Engenharia e Ambiente, Lda.
Em alguns lugares chegou a ser pescado localmente para consumo.